# Fontäne Ihmeplatz

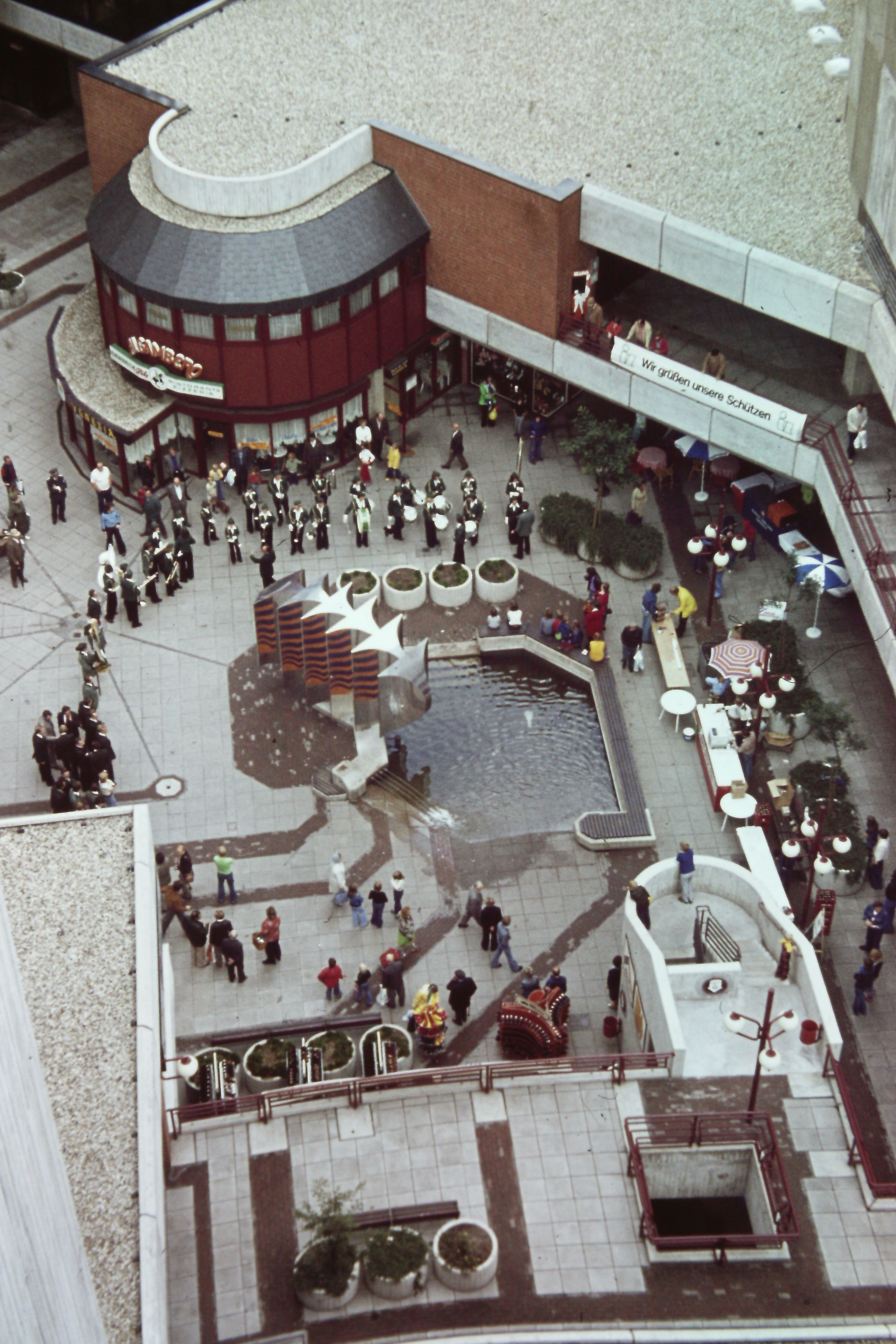
Der Brunnen auf dem Ihmeplatz, ca. Ende der 1970er Jahre

Die Fontäne Ihmeplatz war eine auf dem Ihmeplatz im Ihme-Zentrum in Hannover installierte Brunnenanlage. Die 1975 in Betrieb genommenen Wasserspiele waren nach Plänen des Architekten Hans Dieter Keyl, Mitarbeiter im Planungsbüro des Ihmezentrums, der Architektengemeinschaft Kloss, Kolb & Partner, errichtet worden als Wasserbecken mit Sitzgelegenheit und drei Fontänen in der Mitte des vertieften Beckens.
War ursprünglich durch die Architekten lediglich ein Wasserzulauf über den Rand des Beckens und eine darin aufgestellte Plastik geplant worden, waren spätestens Ende der 1990er Jahre sowohl die Stahlplastik als auch die Brunnenanlage abgebaut und das Wasserbecken mit Steinplatten ausgelegt worden. Die Plastik trug den Namen Yaya Yolco und stammte von den Künstlern Klaus Dietrich Boehm und Katinka Nicolai und war Teil des Programms Experiment Straßenkunst; sie war später auf dem Küchengartenplatz installiert, ist aber inzwischen (2022) dort nicht mehr anzufinden.
Im Ihmezentrum war ebenfalls 1975 ein kleineres Wasserspiel mit Wasserglocke in Betrieb genommen worden, ebenfalls nach Plänen von Hans Dieter Keyl.